# Konformizm
Konformizm (łac. conformo – nadaję kształt) – zmiana zachowania na skutek wpływu innych ludzi. Podporządkowanie się wartościom, poglądom, zasadom i normom postępowania obowiązującym w danej grupie społecznej. W tym rozumieniu jest to zmiana związana z faktem, że członek grupy miał początkowo inne zdanie czy inaczej się zachowywał niż grupa, a następnie je zmienił w kierunku zgodnym z oczekiwaniami grupy. Konformizm według Stanisława Miki to również zgodność, zbieżność istniejąca między członkami grupy, jeśli chodzi o zachowania, normy i postawy. Jako przeciwieństwo zachowania konformistycznego podawany jest nonkonformizm lub antykonformizm.
W socjologii jest to jeden ze sposobów dostosowania jednostki społecznej. W ujęciu Roberta Mertona oznacza zgodę na realizację celów społecznych grupy przy pomocy społecznie uznawanych środków lub, w szerszym znaczeniu, realizacje norm społecznych i wartości danej grupy odniesienia. Odejście od zachowań konformistycznych określane jest w ujęciu Mertona jako dewiacja społeczna. Zachowania konformistyczne w grupach są wskaźnikiem dużej spójności tych grup.
W latach 50. XX wieku opublikowane zostały badania Solomona Ascha, z których wynikało, że na konformizm jednostki duży wpływ mają inni członkowie grupy. W dalszych badaniach ustalono, że niektóre jednostki mają większą, a nawet trwałą skłonność poddawania się autorytetom. Określone zostały one jako osobowości autorytarne, jednostki zewnątrzsterowne w przeciwieństwie do wewnątrzsterownych nonkonformistów nie poddających się w łatwy sposób wpływom autorytetów.
Na zachowania konformistyczne przede wszystkim ma wpływ ukształtowana w toku socjalizacji osobowość jednostki, lecz również typ relacji społecznych, w których jednostka uczestniczy, struktura grupy, istniejący w niej system aksjonormatywny czy rodzaj zadania które realizuje jednostka w grupie, sposób sankcjonowania działań czy formy kontroli społecznej. Na jednostkę jest wywierana silniejsza presja wobec zachowań konformistycznych w grupach, które próbują kontrolować większą część jej życia, w szczególności są to wymieniane przez Ervinga Goffmana instytucje totalne.
Osobowości autorytarne i związane z nimi zachowania konformistyczne występują częściej w społeczeństwach, w których dominuje władza totalitarna, w społeczeństwach demokratycznych częściej tolerowane są odstępstwa od konformizmu.
Opisuje się różne poziomy głębokości konformizmu takie jak:
- Uleganie. Gdy istnieje wyraźny konflikt między przekonaniem jednostki a presją grupy, w wyniku którego jednostka podporządkowuje się grupie, to ulega. Uleganie pojawia się jedynie wtedy, gdy grupa nacisku jest fizycznie obecna. Gdy grupa znika, jednostka wraca do swoich uprzednich przekonań czy zachowań. Motywem takiego zachowania jest zwykle lęk przed odrzuceniem przez grupę lub lęk przed karą. Nie kradnę, bo mnie złapią lub uznają za złodzieja.
- Identyfikacja Gdy jednostce zależy, aby być podobnym do jakiejś grupy lub jakiejś osoby (jednostka identyfikuje się z tą grupą), to jej zachowania dopasowują się do wyobrażeń o tej jednostce. Na przykład zależy mi na tym, aby mnie oceniano jako osobę inteligentną – zachowuję się tak jak wyobrażam sobie, że zachowuje się osoba inteligentna. Identyfikacja jest głębszą formą konformizmu, dopasowanie do grupy pojawia się bowiem nawet przy fizycznej nieobecności grupy. Nie kradnę, bo inteligentne osoby nie kradną. Gdy grupa zmienia swoje zdanie, ja także je zmieniam.
- Introjekcja (lub internalizacja). Najgłębsza forma konformizmu, polega na uznaniu pewnych norm i wartości za własne. Nie kradnę, bo to jest złe. Jeśli grupa zniknie lub zmieni swoje zapatrywania, ja mimo to dalej zachowuję się zgodnie ze zinternalizowaną normą. Introjekcja jest jednym z zadań socjalizacji.

## Motywy konformizmu
Wyróżnia się trzy podstawowe motywy zachowań konformistycznych:
1. Lęk przed odrzuceniem. Ludzie boją się ośmieszenia, odrzucenia i „wyjścia przed szereg”, dlatego dostosowują się do zachowań innych w grupie. Inaczej przeżywają lęk przed tym, że nie będą akceptowani w grupie. (Szerzej zobacz: konformizm normatywny).
2. Pragnienie posiadania racji. W niektórych sytuacjach ludzie nie wiedzą, jakie zachowania są słuszne. Naśladują więc innych przyjmując, że skoro ktoś postępuje w dany sposób to znaczy, że tak należy zrobić. Na przykład: skoro wszyscy stoją przed przejazdem kolejowo-drogowym, mimo że nic nie jedzie, to znaczy, że należy stać z jakiegoś powodu. (Szerzej: Konformizm informacyjny).
3. Do zachowań konformistycznych jesteśmy mobilizowani poprzez istnienie sankcji za przestrzeganie (sankcje pozytywne) lub nieprzestrzeganie norm grupowych (sankcje negatywne). W niektórych małych grupach społecznych sankcje zmuszające ludzi do uległości mogą przybrać skrajną formę, jak na przykład miało to miejsce w sekcie Świątynia Ludu.

## Czynniki związane ze skłonnością do ulegania
W pewnych warunkach jest bardziej prawdopodobne, że jednostka będzie podporządkowywać się grupie. Czynniki te wiążemy najczęściej z cechami grupy wywierającej nacisk, cechami zadania lub sprawy, której dotyczy nacisk lub cechami osoby, na którą wywierany jest nacisk. Dzieje się tak gdy:
1. W danej sytuacji osoba ma duże poczucie niepewności.
2. Dana osoba ma niską samoocenę
3. Grupa składa się ze specjalistów
4. Wielkość grupy (według E. Aronsona – gdy istnieje jednomyślność to tendencja do podporządkowania się naciskowi grupy jest mniej więcej tak samo wielka wtedy, gdy jednomyślna większość składa się z trzech osób, jak i wtedy, gdy składa się z szesnastu osób)
5. Grupa jest jednomyślna
6. Zadanie powierzone jednostce przez grupę jest pilne. (Problem ten został przedstawiony w eksperymencie Johna M. Harleya i C. Daniel Batona).
7. Jednostce zależy na uczestniczeniu w grupie.
8. Łatwiej jest o konformizm wobec grup, których wartości, normy nie stoją w sprzeczności wobec norm zinternalizowanych już przez jednostkę.
9. Dana osoba nie jest zaangażowana w działanie, które jest obiektem nacisku (Na przykład trudniej jest mi ulec przekonaniu grupy, że film „Amadeusz” jest słaby jeśli wcześniej mówiłem już komuś, że jest świetny).
10. Jednostka nie ma sprzymierzeńców (choćby wyobrażonych).
11. Uleganie dotyczy zachowania w odległej przyszłości, a nie tu i teraz
12. Jednostka nie ma poczucia kompetencji dotyczących danego zadania (wie, że się na tym nie zna)
13. Jednostka ma słabą pozycję w grupie i jednocześnie zależy jej na uczestniczeniu w grupie
14. Jednostka jest zewnątrzsterowna.
15. W grupie istnieje poczucie zagrożenia zewnętrznego.
16. Badania z lat 60. XX wieku sugerowały, że kobiety mają większą skłonność do ulegania. Współczesne badania nie potwierdzają tego.

Szerzej zobacz: konformizm informacyjny i konformizm normatywny.